# Orrazi

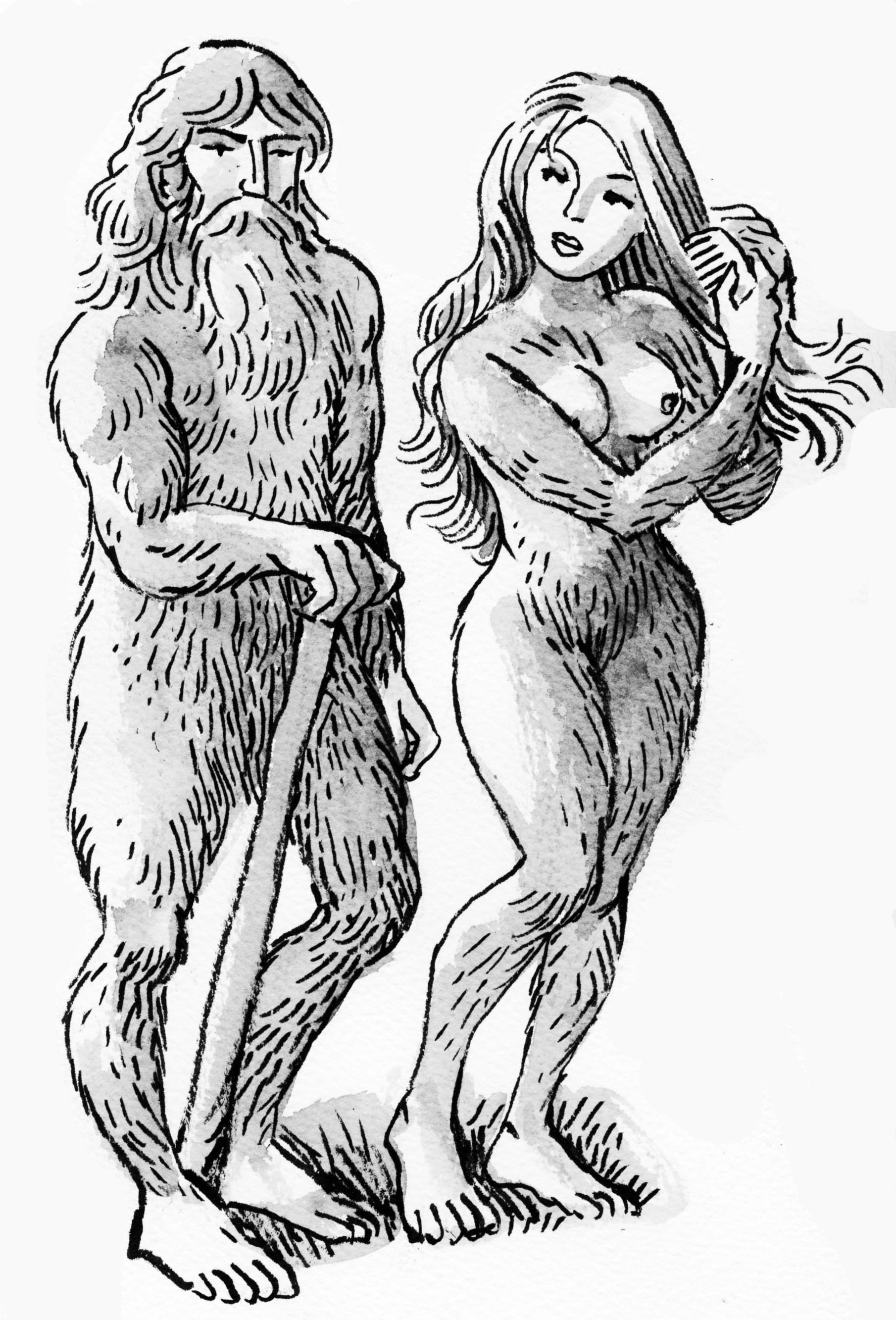
Basajaun et Basa Andere se peignant

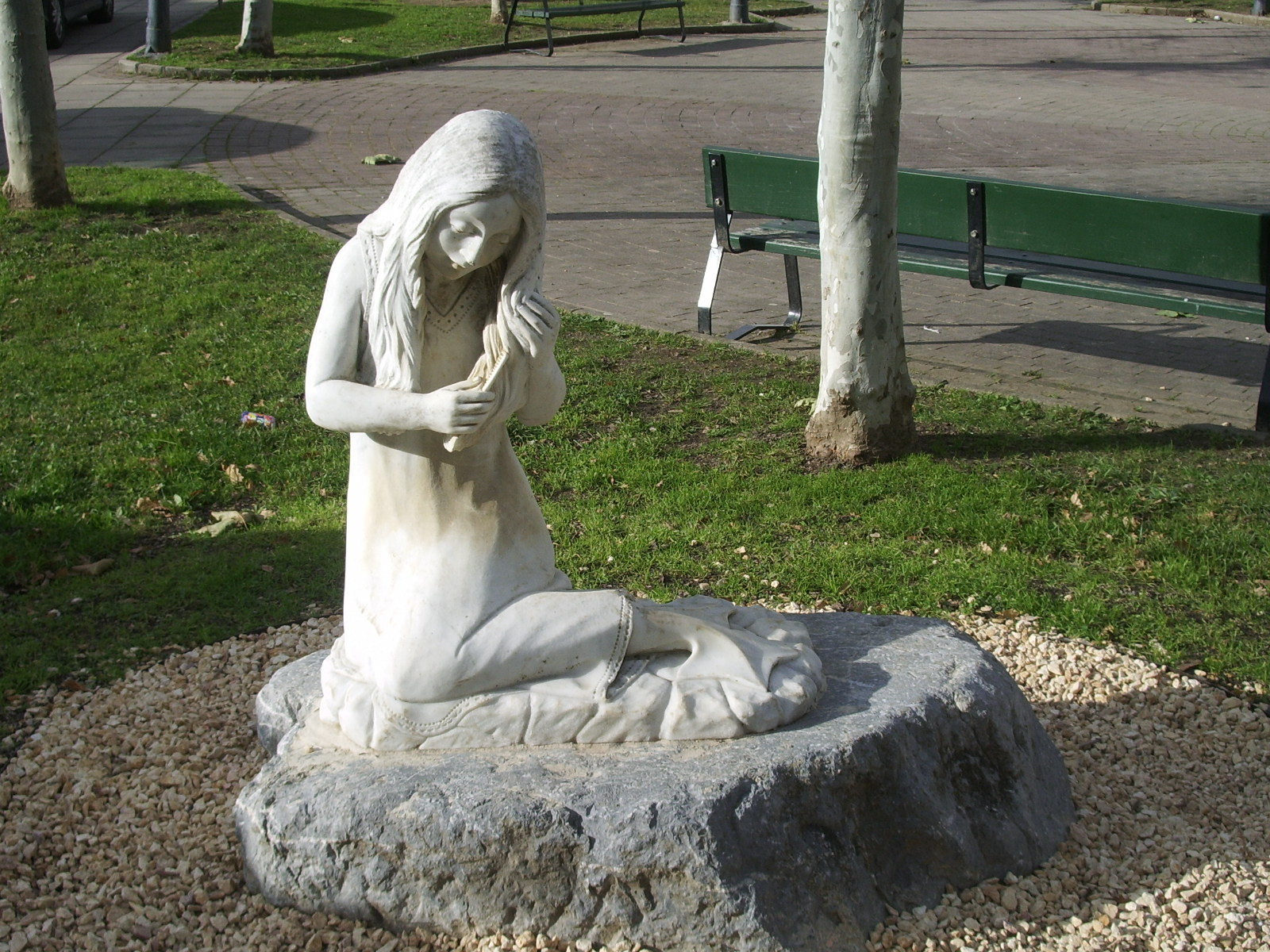
Lamina à Garagartza.

Le peigne, en basque orrazi, est l'un des objets qui apparaît le plus fréquemment dans les mythes et légendes de l’antique Vasconie (aujourd’hui Pays basque, Béarn et Gascogne), de même dans ceux et celles des pays voisins. Le peigne d’or, urrezko orrazia, se retrouve fréquemment dans les récits.

## Étymologie
Orrazi signifie « peigne » en basque. Le suffixe a équivaut à un article défini : orrazea se traduit donc par « le peigne ».

## Traditions populaires
Le peigne, objet courant, est utilisé par les femmes de toutes conditions pour démêler leurs cheveux mais aussi pour les maintenir en étant porté en permanence : lorsqu’il est en or, il devient un symbole visible de richesse et, suscitant la convoitise et le désir de sa possession, il est à l’origine de nombreux contes et légendes.
Pour les femmes lamiña, la chevelure représente à la fois leur pouvoir naturel, leur féminité et leur sexualité. Il est souvent dit qu’elles passent le plus clair de leur journée à se peigner. Lorsqu’on leur a volé leur peigne, elles profèrent de terribles menaces :
Oyarzun : Matxine’ko neskamea,
Ekatzu nere orrazea.
Bestela emango dinat
Ere biziko ezurretako onazea'’
(Servante de Matxine, / Rends-moi mon peigne, / Sinon je te donnerai / La douleur dans tes os pour le reste de ta vie.)
Tous les personnages féminins de la mythologie basque, sans exception, utilisent le peigne. La Basa Andere se fait voler le sien par un jeune berger.
Mari, belle femme de Murumendi, se peignait à l'entrée de son antre lorsqu'elle fut aperçue par l'héritier de la maison Burugoena (Beasain).
La Lamiña de la caverne Kobaundi (Arrasate) était à l'entrée de sa demeure, elle se peignait. Un jeune homme de la maison Korrione passait par là et en tomba amoureux.

## Culture et arts

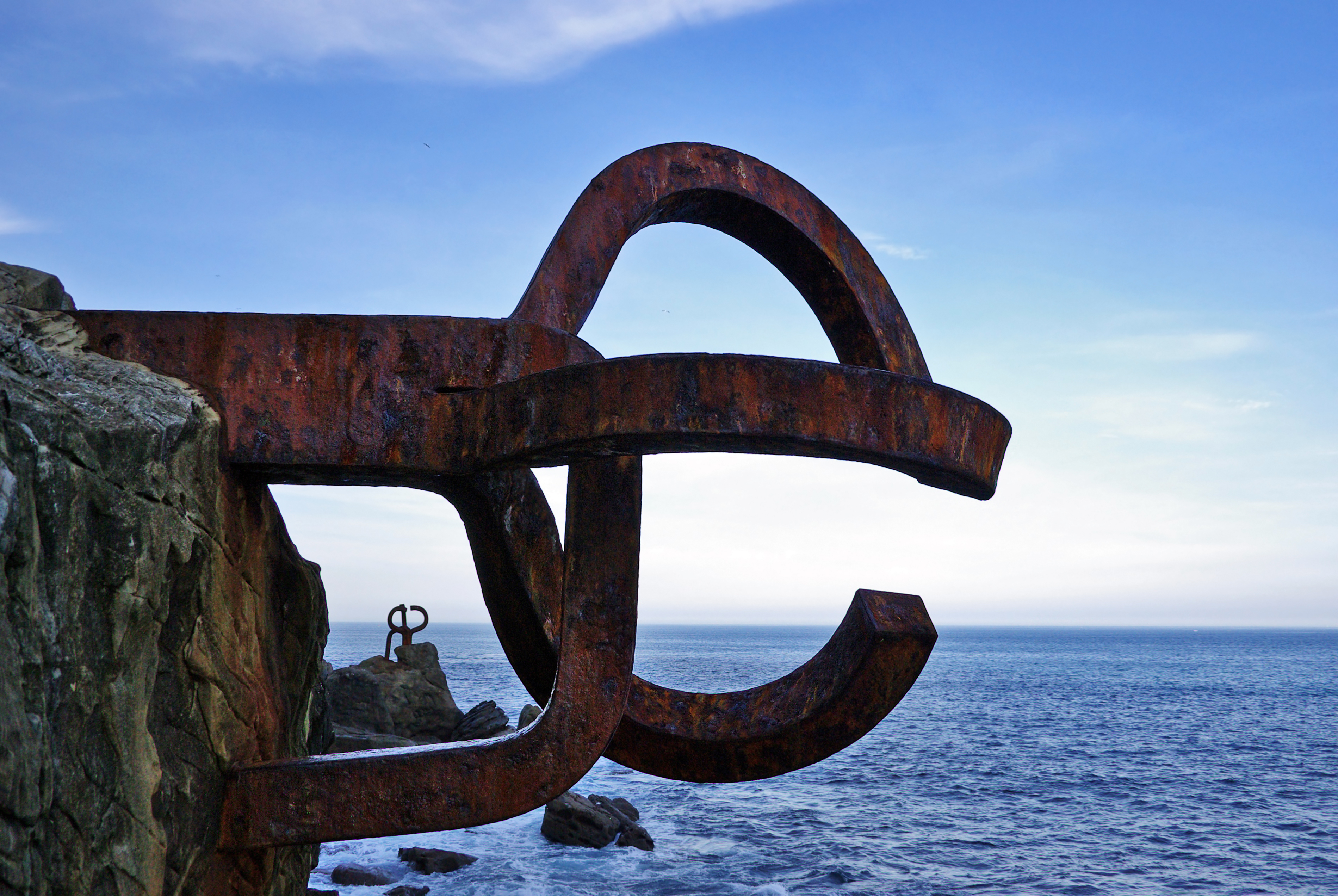
Haize Orrazea, Eduardo Chillida

Haize Orrazea, ou Haizearen orrazia XV, le Peigne du vent, est un ensemble de trois sculptures métalliques implantées dans les rochers de la baie de la Concha à Saint-Sébastien, par Eduardo Chillida, avec l’architecte Luis Peña Gartxegi (1977).
Urrezko Orrazia (« le Peigne d’Or »), de Gaizka Arostegi Castrillo, prix Mikel Zarate 2012, est un roman pour enfants paru aux éditions Elkar, qui fait référence à la mythologie basque.